# Livedoor オークション
livedoor オークション（ライブドア オークション）とは、ライブドアがかつて提供していたインターネットオークションサービスである。通称はライオク。

## 概要
2004年にサービス開始。Yahoo! オークションと類似したシステムを利用し、乗り換えをしやすくする狙いがあったが利用者は伸びず、ライブドア事件後の業務縮小に伴い、2006年7月にサービスが打ち切られた。

## 費用
出品者、落札者とも無料で利用できた。